# Axel Grönberg
Axel Grönberg (Suecia, 9 de mayo de 1918-Estocolmo, 23 de abril de 1988) fue un deportista sueco especialista en lucha grecorromana donde llegó a ser campeón olímpico en Londres 1948.

## Carrera deportiva
En los Juegos Olímpicos de 1948 celebrados en Londres ganó la medalla de oro en lucha grecorromana estilo peso medio, por delante del turco Muhlis Tayfur (plata) y del italiano Ercole Gallegati (plata). Cuatro años después, en las Olimpiadas de Helsinki 1952 volvió a ganar la medalla de oro en la misma categoría.